# Cima di Brocan
Cima di Brocan – szczyt w Alpach Nadmorskich, części Alp Zachodnich. Leży w północnych Włoszech w regionie Piemont, blisko granicy z Francją. Szczyt można zdobyć ze schronisk: Rifugio Remondino (2430 m), Rifugio Genova-Figari (2010 m) i Rifugio Regina Elena (1850 m). Góruje nad doliną Gesso.